# Port de Zéa
Le port de Zéa, en grec moderne : Λιμένας Ζέας / Liménas Zéas, appelé Pasalimáni / Πασαλιμάνι (« port du pacha ») au cours de la période ottomane, est le deuxième plus grand port du Pirée, en Grèce.
Dans l'Antiquité, c'était le plus grand des trois ports de guerre d'Athènes, avec Munichie et Kantháros, le port principal de la ville actuelle. Zéa était aussi le plus grand port de la Grèce classique en général, puisqu'il contenait plus de zones d'entretiens des navires que les deux autres (196 sont mentionnés),. Ce port était appelé Zéa par les anciens Athéniens, comme le prouve une inscription trouvée dans l'anse du port en face de l'actuelle place Kanáris, sur laquelle a été trouvé l'emblème de la « sacristie de Zéa de la station navale attique ».

## Nom
Selon Hésychios, le port serait nommé d'après la céréale appelée zeia ; selon Heinrich Niclas Ulrichs le nom ferait plus probablement référence à Artémis, aussi appelée Zéa,.

## Le port antique

### Port de guerre

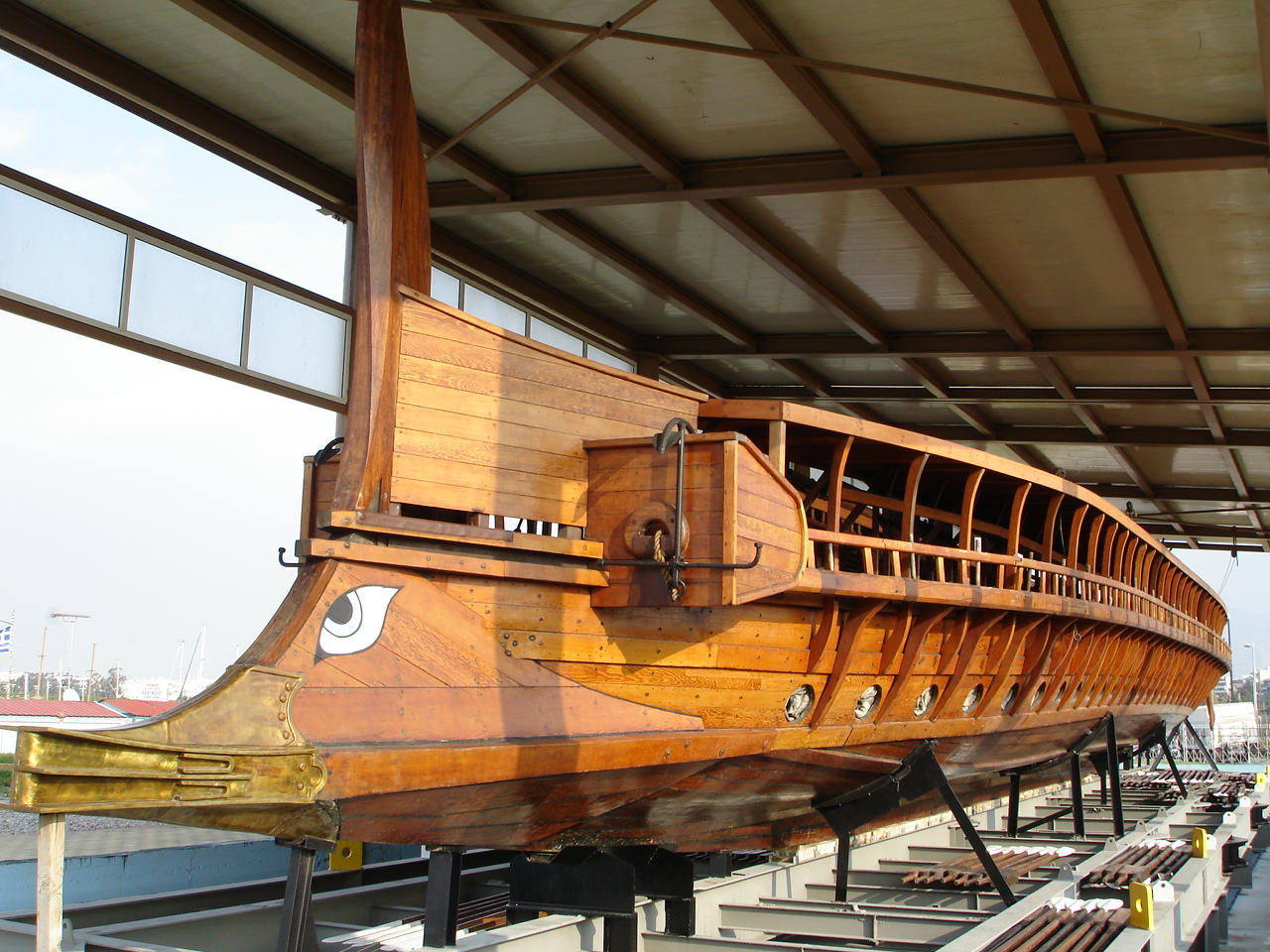
Réplique de l'antique trière Olympias.

Plan du Pirée antique. Le port de Zéa correspond à la lettre C en rouge.

Des trois grands ports naturels du Pirée (Munichie, Zéa et Kantháros), il semble historiquement que le second soit celui qui ait accueilli les premiers ouvriers, sous Thémistocle, pour la construction de ses grandioses travaux portuaires. Ainsi, alors que le port de Kantháros était principalement voué aux activités commerciales, les ports de Zéa et Munichie étaient entièrement affectés aux besoins navals d'Athènes. Ces derniers ont été préférés au grand port, en raison de la plus grande sécurité offerte par la colline de Munichie qui les surplombe.

### Installations - Équipements

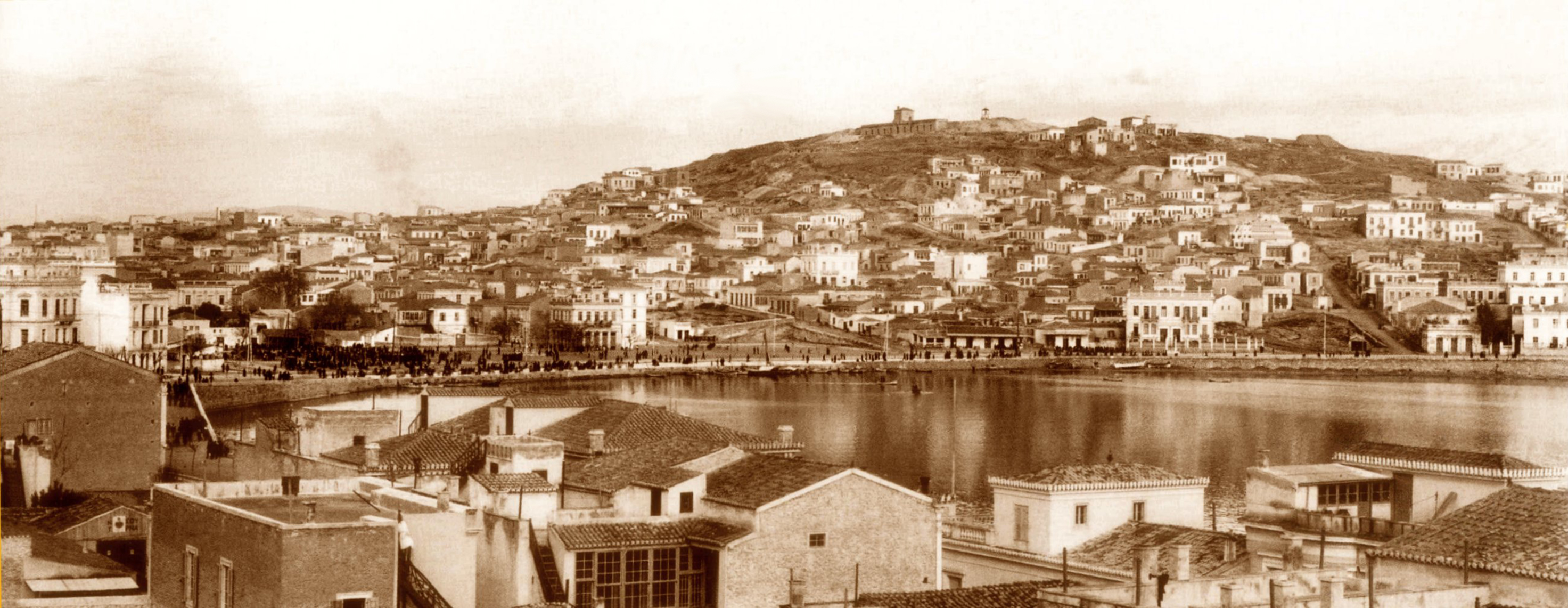
Vue du port et de la colline de Munichie, faisant office d'abri (photo du XIXe siècle).

C'est dans ces deux ports de guerre, Zéa  et Munichie, que fut construite, en 493-492 av. J.-C., la flotte avec laquelle les Athéniens affrontent Égine et plus tard les Perses. Ce fait témoigne du fait que les constructeurs navals les plus expérimentés de l'époque étaient réunis sur les plages de ces petits ports, et qu'ils ont conçu le grand programme de développement de la puissance navale de l'époque. Suivant un mode de développement rationnel, ils ont placé les bâtiments navals (chantiers navals, arsenaux), ainsi que tous les bâtiments pertinents à usage privé et public autour d'eux. C'est peut-être la première fois que la région a été étudiée de telle manière que la construction navale a dépassé la vitesse de tous les chantiers précédents dans toute la Grèce antique. 
L'installation de la base navale (Naftathmos) ne doit pas être considérée comme le résultat d'une évolution progressive, puisqu'il n'en existait pas auparavant, mais seulement après une étude approfondie menée par des géomètres, des militaires, des météorologues et d'autres experts, comme le montrent les conclusions. L'implantation ouvrière occupait les pentes sud-ouest de la colline de Munichie, en direction du port de Zéa. Parmi ces établissements et les installations portuaires se trouvaient les casernes, les entrepôts de matériaux de construction navale, la sacristie (pour le stockage des cintres et des ustensiles en bois), les zones de divertissement et de rassemblement des équipages, les différents ateliers artisanaux (charpenterie, ateliers de mécanique, etc.) impliqués dans l'approvisionnement, l'entretien et la réparation des navires. Ces ateliers devaient travailler sur commande du gouvernement et étaient probablement économiquement autonomes, suivant certaines instructions et conditions.
Cette première zone industrielle autour des deux ports de guerre ne semble pas avoir été incluse plus tard dans l'urbanisation hippodamienne du Pirée. La station navale de Zéa semble avoir été séparée du reste de la zone du Pirée par un mur à une distance de 37 mètres à la périphérie de la plage. Autour du mur se trouvait une large route avec des points de repère définissant la zone de la station navale. Cette zone reliait les deux stations navales sur terre et à l'intérieur de celle-ci, où se trouvait le théâtre antique de Zéa (el), à la moitié de la distance entre le port de Zéa et le sommet de la colline. 

### Entrée du port
À l'embouchure du port de Zéa et près des brise-lames actuels se trouvaient des tours de pierre, distantes de 96 mètres, d'où partait une chaîne permettant de fermer le port en la soulevant, d'où le nom de port fermé. À côté de ces tours se trouvaient les refroidisseurs, qui devaient très probablement être des lieux de séchage des voiles et des cordages.

## Le port de nos jours

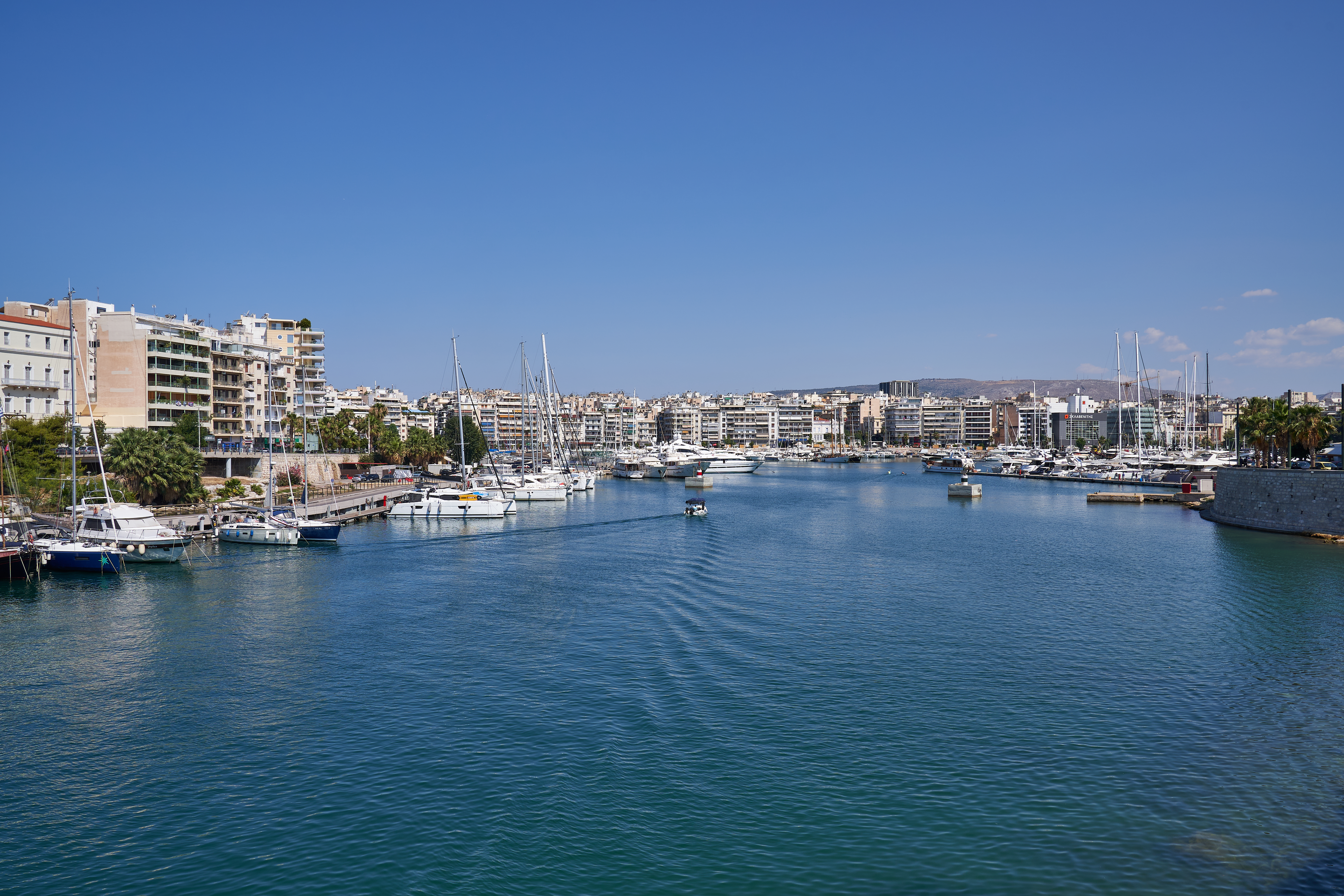
Vue du port en 2021.

Zéa est aujourd'hui le centre de l'activité de divertissement du Pirée et l'un des lieux de divertissement les plus populaires, également connu sous le nom de Pasalimáni . La rue côtière Trýfonos Moutsopoúlou regorge de cafés, de cafétérias et de grands magasins, mais la grande place Kanáris, située sur Grigoríou Lambráki, en face du ministère de la marine marchande, est l'endroit qui attire le plus de monde tout au long de l'année, grâce aux nombreuses cafétérias. Zéa abrite le théâtre Avlaia, le théâtre antique du Pirée et de grandes cliniques privées.
L'une des curiosités les plus importantes du Pirée est l'horloge en pierre de Zéa, située au croisement de la rue Lambráki et de la rue Moutsopoúlou à côté de la place Kanáris, dans un îlot de verdure connue sous le nom d'œuf en raison de sa forme elliptique. L'horloge est construite en 1940, grâce à un budget de 117 millions de drachmes, que le gouvernement Metaxás de l'époque avait alloué au réaménagement du centre du Pirée. Dans la période d'après-guerre, la zone autour de l'horloge en pierre est pendant plusieurs décennies un lieu de rencontre et de rendez-vous bien connu, jusqu'à ce qu'il se déplace ces dernières années vers la place Kanáris voisine. 

## Fouilles
La région de Zéa a suscité l'intérêt des archéologues. Le projet du port de Zea est une fouille archéologique gréco-danoise qui a débuté en 2002 sous la direction du Dr Bjørn Lovén, chercheur associé au programme d'archéologie marine de l'université du Danemark du Sud. Le projet avait pour but de fouiller et d'étudier les bases navales athéniennes antiques et leurs fortifications, ainsi que de retrouver la flotte de trières athénienne, que l'on croyait située dans les ports antiques de Zéa et de Munichie, aujourd'hui situés en Attique. Les dernières fouilles ont eu lieu en 2012.